# Scotogramma proxima
Scotogramma proxima là một loài bướm đêm trong họ Noctuidae.